# Ideopsis
Ideopsis är ett släkte av fjärilar. Ideopsis ingår i familjen praktfjärilar.

## Bildgalleri

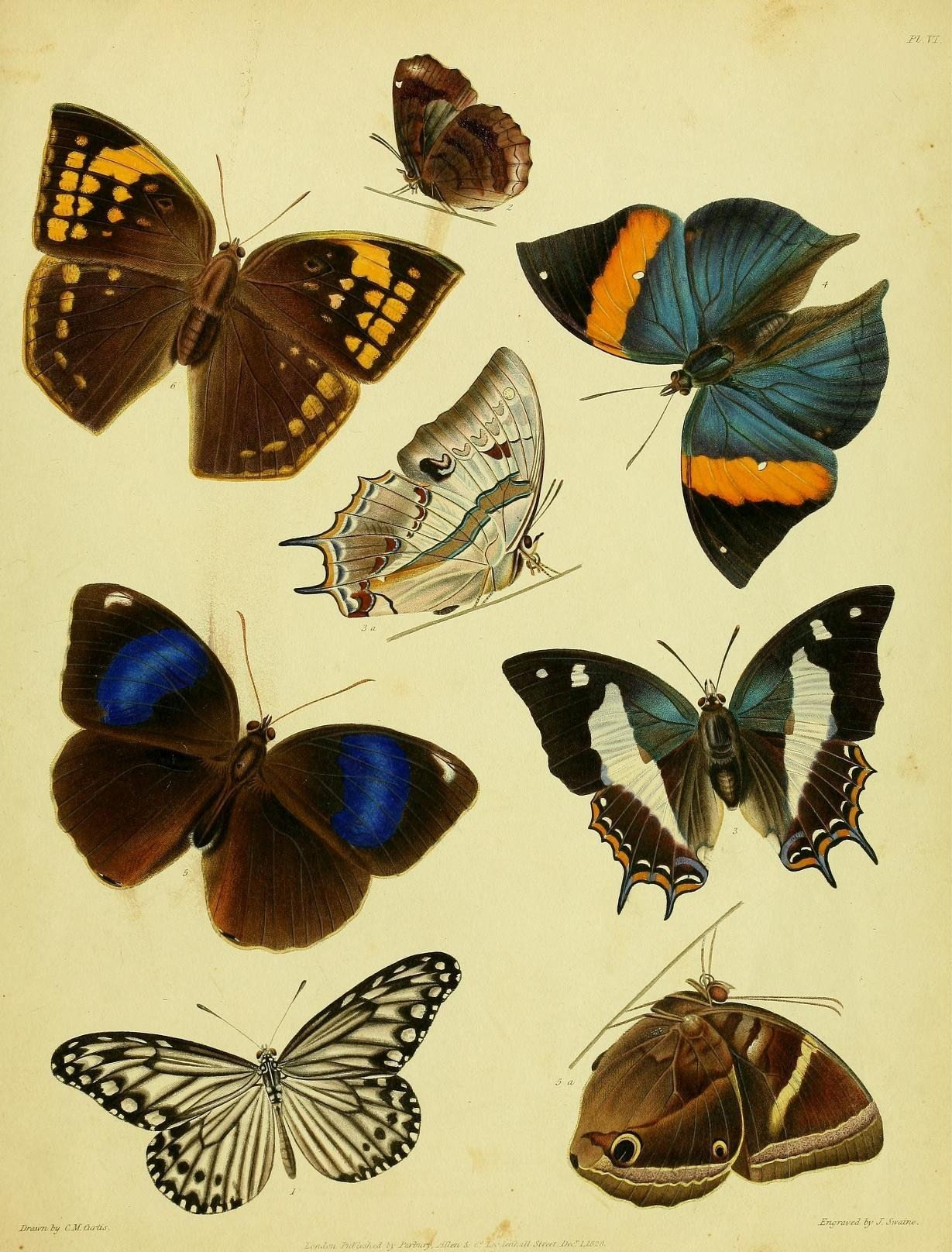
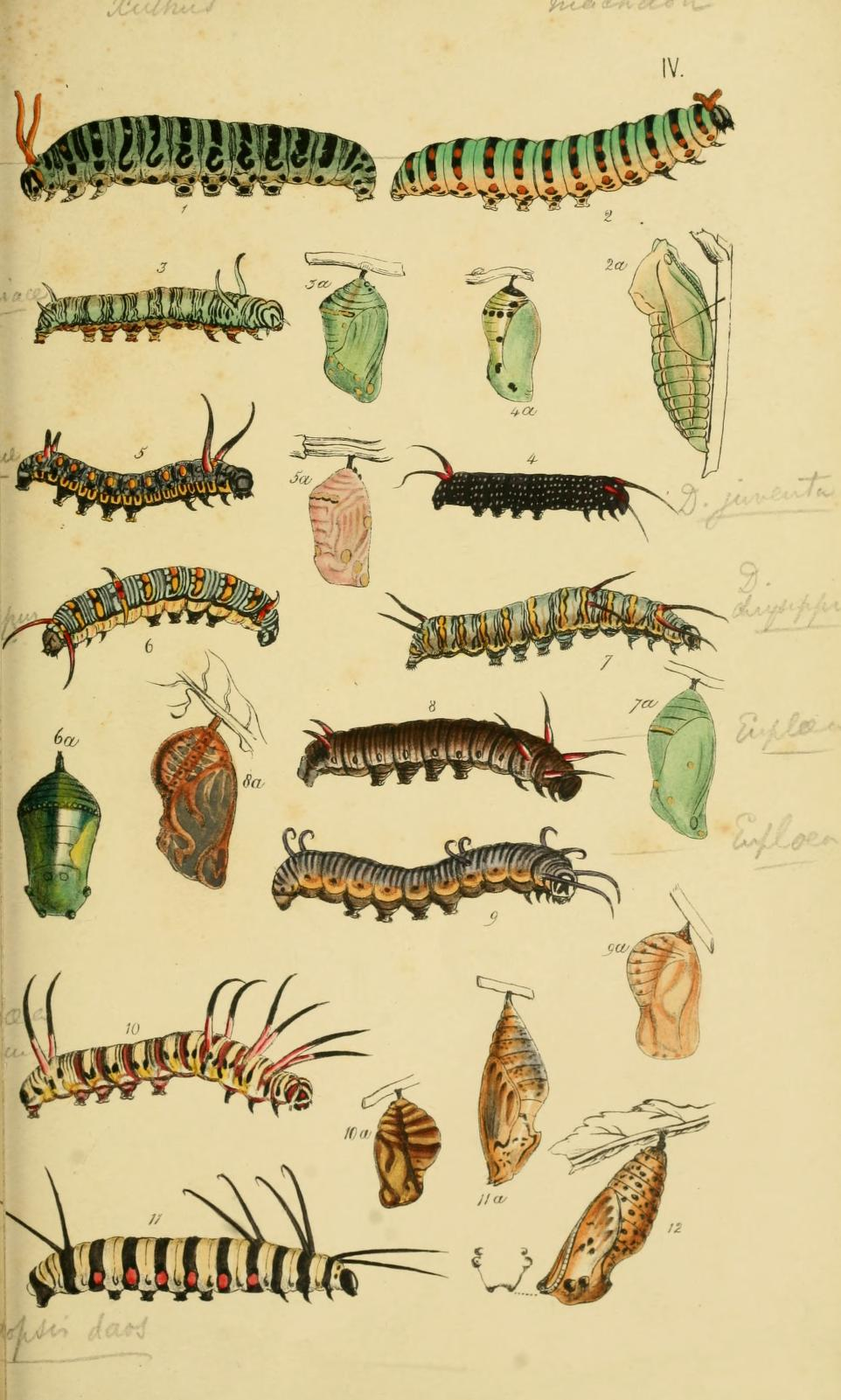
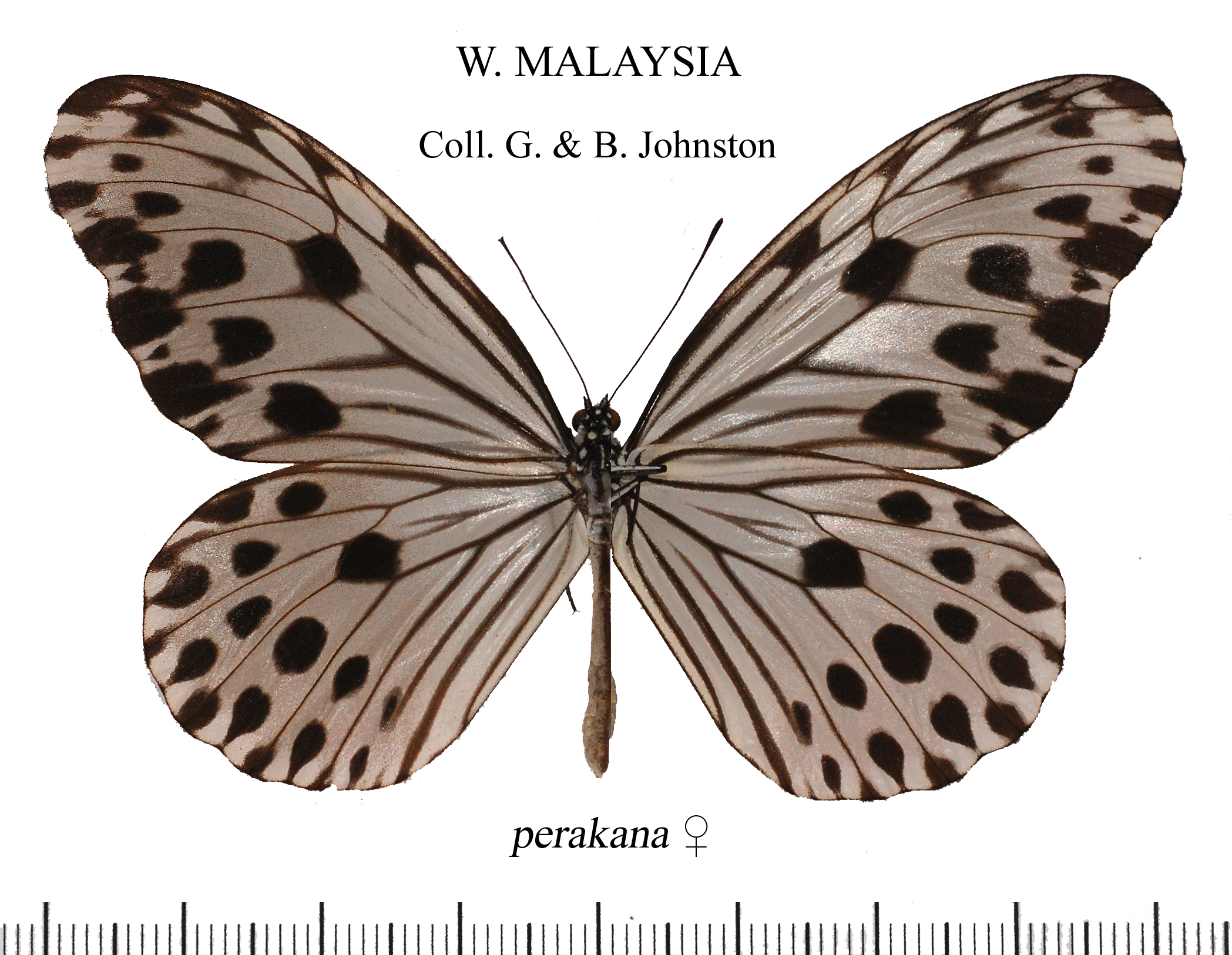
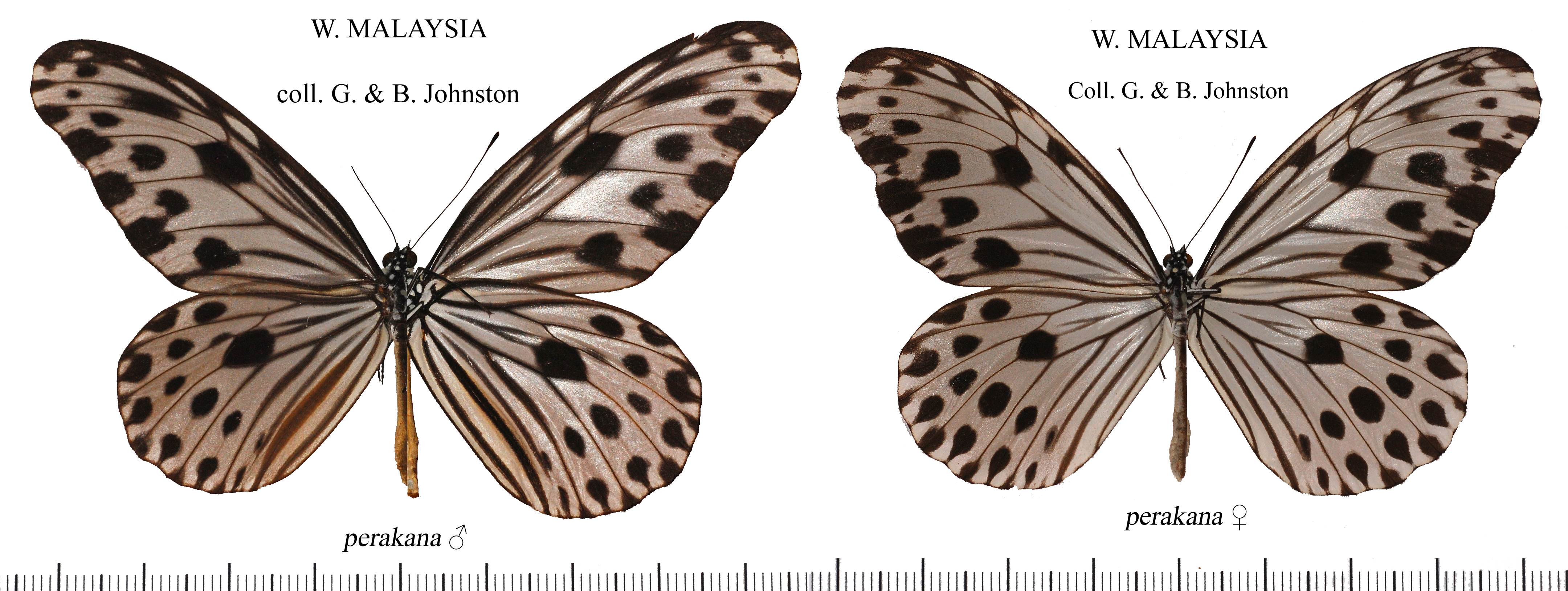
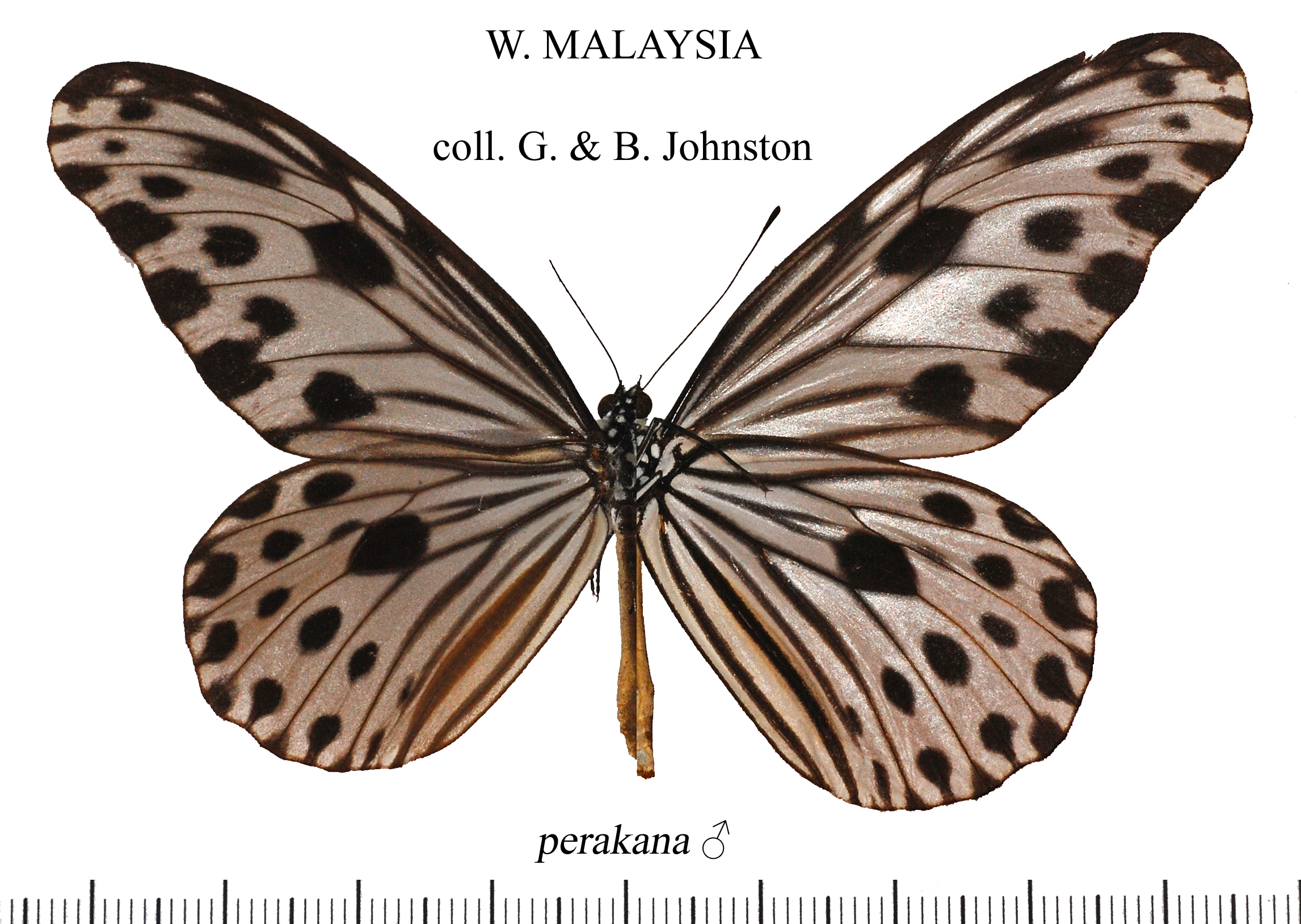
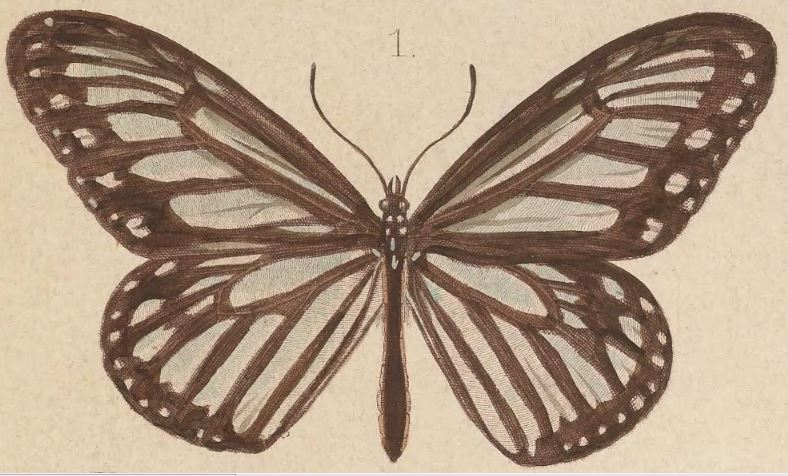

## Dottertaxa tillIdeopsis, i alfabetisk ordning[1]
- Ideopsis anapina
- Ideopsis anapis
- Ideopsis arachosia
- Ideopsis ardana
- Ideopsis arfakensis
- Ideopsis aventina
- Ideopsis batuna
- Ideopsis bosnika
- Ideopsis bracara
- Ideopsis buruensis
- Ideopsis canlaonii
- Ideopsis catella
- Ideopsis chevalieri
- Ideopsis chinensis
- Ideopsis chloris
- Ideopsis claviger
- Ideopsis contigua
- Ideopsis costalis
- Ideopsis curtisi
- Ideopsis daos
- Ideopsis daphnis
- Ideopsis diardi
- Ideopsis ditiones
- Ideopsis djampeana
- Ideopsis doreyana
- Ideopsis ellida
- Ideopsis endora
- Ideopsis eudora
- Ideopsis eugenia
- Ideopsis exprompta
- Ideopsis galaecia
- Ideopsis garia
- Ideopsis gaura
- Ideopsis georgina
- Ideopsis glaphyra
- Ideopsis hadrumeta
- Ideopsis hewitsoni
- Ideopsis hewitsonii
- Ideopsis hollandia
- Ideopsis homonyma
- Ideopsis hyria
- Ideopsis infumata
- Ideopsis interposita
- Ideopsis inuncta
- Ideopsis ishma
- Ideopsis itamputi
- Ideopsis iza
- Ideopsis joannisi
- Ideopsis juncta
- Ideopsis juventa
- Ideopsis kallatia
- Ideopsis kambera
- Ideopsis kinitis
- Ideopsis klassika
- Ideopsis kolleri
- Ideopsis krakatauae
- Ideopsis lesora
- Ideopsis libussa
- Ideopsis lingana
- Ideopsis lirungensis
- Ideopsis longa
- Ideopsis luzonica
- Ideopsis lycosura
- Ideopsis macra
- Ideopsis macrina
- Ideopsis majasa
- Ideopsis mangalia
- Ideopsis manillana
- Ideopsis mecrimaga
- Ideopsis meganire
- Ideopsis megaroides
- Ideopsis messala
- Ideopsis messana
- Ideopsis metaxa
- Ideopsis mincia
- Ideopsis morotaica
- Ideopsis natunensis
- Ideopsis neleus
- Ideopsis nicobarica
- Ideopsis nigrocostalis
- Ideopsis oberthürii
- Ideopsis obiana
- Ideopsis ocarinis
- Ideopsis oenopia
- Ideopsis ogylla
- Ideopsis onina
- Ideopsis palawana
- Ideopsis pellucida
- Ideopsis perakana
- Ideopsis persimilis
- Ideopsis phaestis
- Ideopsis phana
- Ideopsis piada
- Ideopsis pseudocostalis
- Ideopsis pseudosimilis
- Ideopsis purpurascens
- Ideopsis purpurata
- Ideopsis remota
- Ideopsis restricta
- Ideopsis ribbei
- Ideopsis robinsoni
- Ideopsis salvini
- Ideopsis sapana
- Ideopsis satellitica
- Ideopsis scrobia
- Ideopsis sequana
- Ideopsis serena
- Ideopsis similis
- Ideopsis simillima
- Ideopsis sitah
- Ideopsis sobrina
- Ideopsis sobrinoides
- Ideopsis sonia
- Ideopsis sophonisbe
- Ideopsis stictica
- Ideopsis stresemanni
- Ideopsis sumbawana
- Ideopsis tanais
- Ideopsis tawaya
- Ideopsis tipasa
- Ideopsis tontoliensis
- Ideopsis tragasa
- Ideopsis turneri
- Ideopsis ultramontana
- Ideopsis uluana
- Ideopsis vanhasselti
- Ideopsis vitrea
- Ideopsis vulgaris
- Ideopsis vulgaroides
- Ideopsis zanira